# Алгабас (Коргалжинський район)
Алгаба́с (каз. Алғабас) — село у складі Коргалжинського району Акмолинської області Казахстану. Входить до складу Сабундинського сільського округу.
Населення — 34 особи (2021; 64 у 2009, 114 у 1999, 198 у 1989).
Національний склад станом на 1989 рік:
- казахи — 100 %.

У радянські часи село називалось також Муратський.